# Eumaeus brasiliensis
Eumaeus brasiliensis är en fjärilsart som beskrevs av Max Wilhelm Karl Draudt 1922. Eumaeus brasiliensis ingår i släktet Eumaeus och familjen juvelvingar. Inga underarter finns listade i Catalogue of Life.